# Little River (vattendrag i Australien, New South Wales, lat -32,42, long 148,72)
Little River är ett vattendrag i Australien. Det ligger i delstaten New South Wales, i den sydöstra delen av landet, omkring 280 kilometer nordväst om delstatshuvudstaden Sydney.
Trakten runt Little River består till största delen av jordbruksmark. Runt Little River är det mycket glesbefolkat, med 2 invånare per kvadratkilometer. Genomsnittlig årsnederbörd är 702 millimeter. Den regnigaste månaden är februari, med i genomsnitt 121 mm nederbörd, och den torraste är oktober, med 12 mm nederbörd.